# Hung parliament
Il parlamento in bilico o parlamento sospeso (dall'inglese: hung Parliament), talvolta erroneamente tradotto in parlamento appeso o impiccato (il participio passato di "impiccare" è hanged, non hung), è un'espressione idiomatica inglese che indica la situazione di stallo nella quale può trovarsi un organo legislativo in un sistema parlamentare bipolare.

## Definizione
In tale fattispecie, nessuno dei due partiti principali ha la maggioranza assoluta e, di conseguenza, la formazione del governo (che deve ottenere la fiducia dal parlamento) risulta estremamente problematica e necessita dell'appoggio di forze minoritarie. Il termine è spesso tradotto anche con la frase più specifica e completa di parlamento senza maggioranza assoluta, come proposto per esempio dai dizionari Sansoni e Zanichelli. In una simile situazione di stallo in genere si ricorre a governi di coalizione, a governi tecnici o direttamente a una nuova tornata elettorale.
Nel Regno Unito, l'esito delle elezioni generali del 2010 ha costretto i Conservatori a trovare un accordo con i Liberal Democratici per la costituzione del primo governo di coalizione nel Regno Unito dalla fine della Seconda guerra mondiale. Stessa situazione si è verificata a seguito delle elezioni generali del 2017, dopo le quali il Partito Conservatore ha dovuto cercare un'alleanza con il Partito Unionista Democratico.